# كلاتة رودبار
كلاتة رودبار (بالفارسية: کلاته رودبار) هي منطقة سكنية تقع في إيران في قسم. يقدر عدد سكانها بـ 2,826 نسمة .